# Glenn Ochal
Glenn Ochal (Filadelfia, 1 de marzo de 1986) es un deportista estadounidense que compitió en remo.
Participó en dos Juegos Olímpicos de Verano, obteniendo una medalla de bronce en Londres 2012, en la prueba de cuatro sin timonel, y el cuarto lugar en Río de Janeiro 2016, en la prueba de ocho con timonel.

## Palmarés internacional
| Juegos Olímpicos | Juegos Olímpicos      | Juegos Olímpicos  | Juegos Olímpicos   |
| Año              | Lugar                 | Medalla           | Prueba             |
| ---------------- | --------------------- | ----------------- | ------------------ |
| 2012             | Londres (Reino Unido) | Medalla de bronce | Cuatro sin timonel |